# Teorema de Knaster-Tarski
El teorema de Knaster-Tarski, que lleva los nombres de Bronisław Knaster y Alfred Tarski, es un teorema matemático del área de la teoría de retículos.

## Enunciado
Sean {\displaystyle {\mathcal {A}}:=\langle A,\leq \rangle } un retículo completo, {\displaystyle f\colon A\to A} una función monótona y
{\displaystyle P:=\{x\in A\mid f(x)=x\}} el conjunto de los puntos fijos de {\displaystyle f} en {\displaystyle A}. Entonces {\displaystyle P\neq \emptyset } y {\displaystyle {\mathcal {P}}:=\langle P,\leq \rangle } es también un retículo completo.

## Esbozo de demostración
Sean {\displaystyle \textstyle \bigcup _{\mathcal {A}}} y {\displaystyle \textstyle \bigcap _{\mathcal {A}}} las operaciones de supremo e ínfimo de {\displaystyle {\mathcal {A}}}, respectivamente.
Los siguientes pasos muestran que para subconjuntos arbitrarios de {\displaystyle P}, {\displaystyle {\mathcal {P}}} arroja un ínfimo y un supremo en {\displaystyle P}.
1. {\displaystyle \textstyle \bigcup _{\mathcal {A}}\{x\in A\mid x\leq f(x)\}} es punto fijo de {\displaystyle f}, siendo además mayor que cualquier otro en {\displaystyle A}. Por tanto se trata del supremo {\displaystyle {\mathcal {P}}} de {\displaystyle P}.
2. Dualmente al paso 1: {\displaystyle \textstyle \bigcap _{\mathcal {A}}\{x\in A\mid f(x)\leq x\}} es punto fijo de {\displaystyle f}, siendo además menor que cualquier otro en {\displaystyle A}.
3. Para subconjuntos arbitrarios {\displaystyle Y\subseteq P}, se requiere que exista un supremo {\displaystyle {\mathcal {P}}}. Los casos {\displaystyle Y=P} y {\displaystyle Y=\emptyset } ya se consideraron en los pasos 1 y 2. Ahora se consideran los demás casos. Para ello se aprovecha el que {\displaystyle \langle U,\leq \rangle } con {\displaystyle \textstyle U:=\{x\in A\mid \bigcup _{\mathcal {A}}Y\leq x\}} es a su vez un retículo completo y que {\displaystyle f|_{U}} es una función monótona {\displaystyle U\to U}, que de acuerdo al paso 2 tiene en {\displaystyle U} al menor de sus puntos fijos. Este es el supremo {\displaystyle {\mathcal {P}}} de {\displaystyle Y}. En símbolos: {\displaystyle \textstyle \bigcup _{\mathcal {P}}Y:=\bigcap _{\mathcal {A}}\{x\in A\mid \bigcup _{\mathcal {A}}Y\cup f(x)\ \leq \ x\}}.
4. Dualmente al paso 3 se muestra que para subconjuntos arbitrarios de {\displaystyle P} existe un ínfimo {\displaystyle {\mathcal {P}}}.

## Corolarios
Un corolario frecuentemente utilizado es el de la existencia de los puntos fijos ínfimo y supremo para funciones monótonas con respecto a {\displaystyle \subseteq }.